# Lava (banda)
Lava es un grupo de la ciudad de Madrid (España) de música pop, que empezó su actividad a partir del año 2000. Carlos Timón comenzó este proyecto después de la banda Insecto. Editaron su primer disco Swings of fate en 2003 y contó con la colaboración de miembros de Dead Capo.
Lava recogen la influencia de grupos y artistas diversos como Tom Zé, Irakere, Os mutantes o Ry Cooder.
'Lava' es una combinación de melodías pop, ritmos de bossa nova, tropicalismo y sonoridades de jazz, blues y rock de vanguardia. Saxos, flautas, contrabajos, guitarras, percusiones y baterías se aúnan en su disco de debut que ha sido gestado en Londres - donde Timón ha vivido los últimos cinco años- y grabado en Madrid.
Timón es un músico madrileño que ha formado parte de dos grupos de la escena independiente de los 90, como Kebrantas, con los que publicó Amateur (Radiation Records, 1995), e Insecto, grupo de referencia dentro del rock experimental, que en el 98 publicó Love Fiasco, dentro del sello The Blue Fish Records.

## Colaboraciones
En esos años, Timón colaboró y trabajó con Fernando Alfaro, Matt Elliot, Marcos Monge y Abel Hernández y Diego Yturriaga, entre otros. 'Swings of Fate' (Everlasting/Popstock) es la segunda referencia de Pueblo Records, sello madrileño independiente formado y gestionado exclusivamente por músicos.

## Discografía
- Swings of fate (2003, Pueblo Records)